# Пољска на Светском првенству у атлетици на отвореном 2023.
Пољска је учествовала на 19. Светском првенству у атлетици на отвореном 2023. одржаном у Будимпешти од 19. до 27. августа деветнаести пут, односно, учествовала је на свим првенствима до данас. Репрезентацију Пољске представљала су 61 такмичар (31 мушкарац и 30 жена) у 34 дисциплине (16 мушких, 17 женских и 1 мешовита).,
На овом првенству Пољска је по броју освојених медаља заузела 24. место са 2 освојене медаља (2 сребрне). У табели успешности према броју и пласману такмичара који су учествовали у финалним такмичењима (првих 8 такмичара) Пољска је са 8 учесника у финалу заузела 15. место са 31 бодом.
| Плас. | Земља  | 1. место | 2. место | 3. место | 4. место | 5. место | 6. место | 7. место | 8. место | Бр. финал. | Бод. |
| ----- | ------ | -------- | -------- | -------- | -------- | -------- | -------- | -------- | -------- | ---------- | ---- |
| 15.   | Пољска | 0        | 2        | 0        | 1        | 1        | 2        | 0        | 2        | 8          | 31   |

## Учесници
| Мушкарци: - Доминик Копећ — 100 м, 4х100 м - Алберт Комањски — 200 м - Карол Залевски — 400 м, 4х400 м (м+ж) - Матеуш Борковски — 800 м - Филип Островски — 800 м - Михал Розмис — 1.500 м - Адам Новицки — Маратон - Дамјан Чикјер — 110 м препоне - Јакуб Шимањски — 110 м препоне - Кжиштоф Киљан — 110 м препоне - Адам Бурда — 4х100 м - Матеуш Сиуда — 4х100 м - Лукаш Зак — 4х100 м - Јакуб Јелонек — Ходање 35 км - Давид Томала — Ходање 35 км - Артур Бжозовски — Ходање 35 км - Игор Богачињски — 4х400 м (м+ж) - Кајетан Душински — 4х400 м (м+ж) - Норберт Кобјелски — Скок увис - Пјотр Лисек — Скок мотком - Роберт Собера — Скок мотком - Павел Војћеховски — Скок мотком - Михал Харатик — Бацање кугле - Конрад Буковицки — Бацање кугле - Оскар Стачник — Бацање диска - Роберт Урбанек — Бацање диска - Војћех Новицки — Бацање кладива - Павел Фајдек — Бацање кладива - Марћин Вротински — Бацање кладива - Дејвид Вегнер — Бацање копља - Кипријан Мрзиглод — Бацање копља | Жене: - Ева Свобода — 100 м, 4х100 м - Кристина Тсимановскаја — 100 м, 200 м, 4х100 м - Магдалена Стефанович — 100 м, 4х100 м - Мартина Котвила — 200 м - Наталија Качмарек — 400 м, 4х400 м - Ангелика Сарна — 800 м - Маргарита Кочанова — 800 м - Ана Вјелгош — 800 м - Александра Плоћинска — 1.500 м - Софија Енуји — 1.500 м - Елиза Мегер — 1.500 м - Monika Jackiewicz — Маратон - Александра Лисовска — Маратон - Пија Скжишовска — 100 м препоне, 4х100 м - Клаудија Сићаж — 100 м препоне - Алисја Коњечек — 3.000 м препреке - Анета Коњечек — 3.000 м препреке - Алицја Врона-Кутшепа — 4х400 м - Марика Попович-Драпала — 4х400 м, 4х400 м (м+ж) - Патрицја Вићшкјевич-Завадзка — 4х400 м, 4х400 м (м+ж) - Катажина Зђиебло — Ходање 20 км, Ходање 35 км - Олга Хојецка — Ходање 35 км - Агњешка Елворд — Ходање 35 км - Адријана Ласковска — Троскок - Клаудија Кардаш — Бацање кугле - Дарија Забавска — Бацање диска - Малвина Копрон — Бацање кладива - Анита Влодарчик — Бацање кладива - Александра Смич — Бацање кладива - Паулина Лигарска — Седмобој |

## Освајачи медаља (2)

### Сребро (2)
- Војћех Новицки — Бацање кладива
- Наталија Качмарек — 400 м

## Резултати

### Мушкарци
| Атлетичар                                       | Дисциплина     | Лични рекорд | Квалификације      | Квалификације      | Полуфинале            | Полуфинале            | Финале                | Финале                | Детаљи |
| Атлетичар                                       | Дисциплина     | Лични рекорд | Резултат           | Место              | Резултат              | Место                 | Резултат              | Место                 | Детаљи |
| ----------------------------------------------- | -------------- | ------------ | ------------------ | ------------------ | --------------------- | --------------------- | --------------------- | --------------------- | ------ |
| Доминик Копећ                                   | 100 м          | 10,05        | 10,12 кв           | 4. у гр. 1         | 10,15                 | 7. у гр. 1            | Није се квалификовао  | 18 / 71 (75)          |        |
| Алберт Комањски                                 | 200 м          | 20,49        | 21,16              | 7. у гр. 7         | Нису се квалификовали | Нису се квалификовали | Нису се квалификовали | 47 / 54 (57)          |        |
| Карол Залевски                                  | 400 м          | 45,11        | 46,53              | 6. у гр. 5         | Нису се квалификовали | Нису се квалификовали | Нису се квалификовали | 39 / 41 (45)          |        |
| Матеуш Борковски                                | 800 м          | 1:44,79      | 1:45.40 КВ         | 1. у гр. 2         | 1:44,30(.291)         | 4. у гр. 1            | Нису се квалификовали | 8 / 60 (61)           |        |
| Филип Островски                                 | 800 м          | 1:45,62      | 1:45,76(.755) кв   | 4. у гр. 4         | 1:45,30 ЛР            | 6. у гр. 2            | Нису се квалификовали | 20 / 60 (61)          |        |
| Михал Розмис                                    | 1.500 м        | 3:32,43      | 3:36,26 ЛРС        | 11. у гр. 4        | Није се квалификовао  | Није се квалификовао  | Није се квалификовао  | 25 / 58               |        |
| Адам Новицки                                    | Маратон        | 2:09:48      |                    |                    |                       |                       | 2:16:22               | 34 / 60 (85)          |        |
| Дамјан Чикјер                                   | 110 м препоне  | 13,25 НР     | 13,49(.488) КВ     | 3. у гр. 3         | 13,97                 | 7. у гр. 1            | Није се квалификовао  | 23 / 43 (45)          |        |
| Јакуб Шимањски                                  | 110 м препоне  | 13,50        | 13,65              |                    | Нису се квалификовали | Нису се квалификовали | Нису се квалификовали | 27 / 43 (45)          |        |
| Кжиштоф Киљан                                   | 110 м препоне  | 13,43        | 14,09              | 2. у гр. 2         | Нису се квалификовали | Нису се квалификовали | Нису се квалификовали | 41 / 43 (45)          |        |
| Адам Бурда Матеуш Сиуда Лукаш Зак Доминик Копећ | 4 х 100 м      | 38,15 НР     | Нису завршили трку | Нису завршили трку |                       |                       | Нису се квалификовали | Нису се квалификовали |        |
| Јакуб Јелонек                                   | 35 км ходање   | 2:34:21      |                    |                    |                       |                       | 2:38:45               | 26 / 28 (46)          |        |
| Давид Томала                                    | 35 км ходање   | 2:30:47      | Није завршио трку  | Није завршио трку  |                       |                       |                       |                       |        |
| Артур Брзозовски                                | 35 км ходање   | 2:34:41      | Дисквалификован    | Дисквалификован    |                       |                       |                       |                       |        |
| Норберт Кобјелски                               | Скок увис      | 2,29         | 2,28 кв, ЛРС       | 5. у гр. Б         |                       |                       | 2,25                  | 12 / 32 (36)          |        |
| Пјотр Лисек                                     | Скок мотком    | 6,02 НР      | 5,75 кв            | 3. у гр. Б         | 5,75                  | 9 / 29 (34)           |                       |                       |        |
| Роберт Собера                                   | Скок мотком    | 5,81         | 5,75 кв, ЛРС       | 3. у гр. Б         | 5,55                  | 12 / 29 (34)          |                       |                       |        |
| Павел Војћеховски                               | Скок мотком    | 5,93         | 5,35               | 12. у гр. А        | Нису се квалификовали | 22 / 29 (34)          |                       |                       |        |
| Михал Харатик                                   | Бацање кугле   | 22,32 НР     | 19,51              | 15. у гр. А        | Нису се квалификовали | 25 / 35 (37)          |                       |                       |        |
| Конрад Буковицки                                | Бацање кугле   | 22,25        | 19,21              | 12. у гр. Б        | Нису се квалификовали | 28 / 35 (37)          |                       |                       |        |
| Оскар Стачник                                   | Бацање диска   | 64,06        | 61,96              | 13. у гр. Б        | Нису се квалификовали | 25 / 35               |                       |                       |        |
| Роберт Урбанек                                  | Бацање диска   | 70,42        | 62,53              | 15. у гр. А        | Нису се квалификовали | 28 / 35               |                       |                       |        |
| Војћех Новицки                                  | Бацање кладива | 82,52        | 78,04 КВ           | 3. у гр. А         | 81,02                 |                       |                       |                       |        |
| Павел Фајдек                                    | Бацање кладива | 83,93 НР     | 77,98 КВ           | 2. у гр. Б         | 80,00 ЛРС             | 4 / 33 (35)           |                       |                       |        |
| Марћин Вротински                                | Бацање кладива | 77,01        | 68,65              | 16. у гр. А        | Није се квалификовао  | 33 / 33 (35)          |                       |                       |        |
| Дејвид Вегнер                                   | Бацање копља   | 82,21        | 81,25 кв           | 4. у гр А          | 80,75                 | 9 / 34 (37)           |                       |                       |        |
| Кипријан Мрзиглод                               | Бацање копља   | 84,97        | 78,49              | 9. у гр. Б         | Није се квалификовао  | 15 / 34 (37)          |                       |                       |        |

### Жене
| Атлетичарка                                                                                   | Дисциплина       | Лични рекорд | Квалификације      | Квалификације      | Полуфинале            | Полуфинале            | Финале                | Финале           | Детаљи |
| Атлетичарка                                                                                   | Дисциплина       | Лични рекорд | Резултат           | Место              | Резултат              | Место                 | Резултат              | Место            | Детаљи |
| --------------------------------------------------------------------------------------------- | ---------------- | ------------ | ------------------ | ------------------ | --------------------- | --------------------- | --------------------- | ---------------- | ------ |
| Ева Свобода                                                                                   | 100 м            | 10,94        | 10,98 КВ           | 1. у гр. 3         | 11,01(.010) кв        | 3. у гр. 1            | 10,97(.966)           | 6 / 54 (56)      |        |
| Кристина Тсимановскаја                                                                        | 100 м            | 11,04        | 11,32(.317)        | 5. у гр. 5         | Нису се квалификовале | Нису се квалификовале | Нису се квалификовале | 30 / 54 (56)     |        |
| Магдалена Стефанович                                                                          | 100 м            | 11,25        | 11,43(.429)        | 6. у гр. 6         | Нису се квалификовале | Нису се квалификовале | Нису се квалификовале | 38 / 54 (56)     |        |
| Кристина Тсимановскаја                                                                        | 200 м            | 22,75        | 22,88 кв           | 5. у гр. 6         | 23,34                 | 8. у гр. 2            | Није се квалификовала | 6 / 54 (56)      |        |
| Мартина Котвила                                                                               | 200 м            | 22,99        | 23,34              | 5. у гр. 5         | Није се квалификовала | Није се квалификовала | Није се квалификовала | 1 / 54 (56)      |        |
| Наталија Качмарек                                                                             | 400 м            | 49,48        | 50,02 КВ           | 1. у гр. 1         | 49,50 КВ              | 1. у гр. 3            | 49,57                 |                  |        |
| Ангелика Сарна                                                                                | 800 м            | 1:59,72      | 2:01,78            | 6. у гр. 1         | Нису се квалификовале | Нису се квалификовале | Нису се квалификовале | 46 / 56          |        |
| Маргарита Кочанова                                                                            | 800 м            | 2:01,38      | 2:03,23            | 8. у гр. 2         | Нису се квалификовале | Нису се квалификовале | Нису се квалификовале | 50 / 56          |        |
| Ана Вјелгош                                                                                   | 800 м            | 1:59,84      | 2:03,61            | 8. у гр. 7         | Нису се квалификовале | Нису се квалификовале | Нису се квалификовале | 52 / 56          |        |
| Александра Плоћинска                                                                          | 1.500 м          | 4:06,84      | 4:06,39 ЛР         | 9. у гр. 2         | Нису се квалификовале | Нису се квалификовале | Нису се квалификовале | 33 / 55 (56)     |        |
| Софија Енуји                                                                                  | 1.500 м          | 3:59,70      | 4:06,47            | 10. у гр. 1        | Нису се квалификовале | Нису се квалификовале | Нису се квалификовале | 36 / 55 (56)     |        |
| Елиза Мегер                                                                                   | 1.500 м          | 4:03,04      | 4:09,22            | 11. у гр. 3        | Нису се квалификовале | Нису се квалификовале | Нису се квалификовале | 44 / 55 (56)     |        |
| Monika Jackiewicz                                                                             | Маратон          | 2:29:51      |                    |                    |                       |                       | 2:37:18               | 40 / 65 (78)     |        |
| Александра Лисовска                                                                           | Маратон          | 2:26:08      | Није завршила трку | Није завршила трку |                       |                       |                       |                  |        |
| Пија Скжишовска                                                                               | 100 м препоне    | 12,51        | 12,65 КВ           | 2. у гр. 2         | 12,71                 | 4. у гр. 3            | Није се квалификовала | 12 / 43          |        |
| Клаудија Сићаж                                                                                | 100 м препоне    | 12,82        | 13,25              | 8. у гр. 4         | Није се квалификовала | Није се квалификовала | Није се квалификовала | 38 / 43          |        |
| Алисја Коњечек                                                                                | 3.000 м препреке | 9:25,15      | 9:23,45 ЛР         | 6. у гр. 1         |                       |                       | Нису се квалификовале | 14 / 35          |        |
| Анета Коњечек                                                                                 | 3.000 м препреке | 9:25,98      | 9:45,61            | 11. у гр. 2        | 29 / 35               |                       | Нису се квалификовале |                  |        |
| Пија Скжишовска Кристина Тсимановскаја Магдалена Стефанович Ева Свобода                       | 4 х 100 м        | 42,61 НР     | 42,65 кв, НРС      | 5. у гр. 2         | 42,66                 | 5 / 15 (17)           |                       |                  |        |
| Алицја Врона-Кутшепа, Марика Попович-Драпала, Патрицја Вићшкјевич-Завадзка, Наталија Качмарек | 4 х 400 м        | 3:20,53 НР   | 3:24,05 кв, НРС    | 4. у гр. 1         | 3:24,98               | 7 / 15 (17)           |                       |                  |        |
| Катажина Зђиебло                                                                              | 20 км ходање     | 1:27:31 НР   |                    |                    |                       |                       | Дисквалификована      | Дисквалификована |        |
| Катажина Зђиебло                                                                              | 35 км ходање     | 2:40:03 НР   |                    |                    |                       |                       | Дисквалификована      | Дисквалификована |        |
| Олга Хојецка                                                                                  | 35 км ходање     | 2:49:43      | 2:46:48 ЛР         | 8 / 36 (47)        |                       |                       |                       |                  |        |
| Агњешка Елворд                                                                                | 35 км ходање     | 2:57:57      | 2:56:51 ЛР         | 18 / 36 (47)       |                       |                       |                       |                  |        |
| Адријана Ласковска                                                                            | Троскок          | 14,12        | 13,69              | 9. у гр. Б         |                       |                       | Нису се квалификовале | 21 / 36          |        |
| Клаудија Кардаш                                                                               | Бацање кугле     | 18,63        | 17,27              | 12. у гр. Б        | 24 / 34 (35)          |                       | Нису се квалификовале |                  |        |
| Дарија Забавска                                                                               | Бацање диска     | 62,36        | 59,28              | 7. у гр. Б         | 16 / 37               |                       | Нису се квалификовале |                  |        |
| Малвина Копрон                                                                                | Бацање кладива   | 76,85        | 72,35 КВ, ЛРС      | 6. у гр. А         | Без пласмана          | Без пласмана          |                       |                  |        |
| Анита Влодарчик                                                                               | Бацање кладива   | 82,98 СР     | 71,17              | 6. у гр. Б         | Нису се квалификовале | 13 / 35 (36)          |                       |                  |        |
| Александра Смич                                                                               | Бацање кладива   | 71,14        | 69,76              | 10. у гр. Б        | Нису се квалификовале | 19 / 35 (36)          |                       |                  |        |

#### Седмобој
| Дисциплина    | Паулина Лигарска | Паулина Лигарска | Паулина Лигарска | Паулина Лигарска | Паулина Лигарска | Паулина Лигарска |
| Дисциплина    | Лич. рек.        | Резултат         | Бод.             | Плас.            | Укупно           | Плас.            |
| ------------- | ---------------- | ---------------- | ---------------- | ---------------- | ---------------- | ---------------- |
| 100 м препоне | 13,87            | 14,31            | 935              | 22.              | 935              | 22.              |
| Скок увис     | 1,86             | 1,71 ЛРС         | 867              | 21.              | 1.802            | 23.              |
| Бацање кугле  | 14,62            | 13,71            | 775              | 12.              | 2.577            | 20.              |
| 200 м         | 24,38            | 225,41           | 850              | 18.              | 3.427            | 19.              |
| Скок удаљ     | 6,14             | 5,66             | 747              | 19.              | 4.174            | 18.              |
| Бацање копља  | 48,33            | 40,57            | 678              | 19.              | 4.852            | 19.              |
| 800 м         | 2:11,15          | НС               |                  |                  |                  |                  |
| Седмобој      | 6.241            |                  |                  |                  |                  | НЗ               |

### Мешовито
| Атлетичари | Дисциплина | Лични рекорд | Квалификације   | Квалификације | Полуфинале | Полуфинале | Финале   | Финале      | Детаљи |
| Атлетичари | Дисциплина | Лични рекорд | Резултат        | Место         | Резултат   | Место      | Резултат | Место       | Детаљи |
| --- | ---------- | ------------ | --------------- | ------------- | ---------- | ---------- | -------- | ----------- | ------ |
| Игор Богачињски (м) Патрицја Вићшкјевич-Завадзка (ж) Карол Залевски (м) Марика Попович-Драпала (ж) Кајетан Душински (м) | 4 х 400 м  | 3:09,87 НР   | 3:14,63 кв, НРС | 8. у гр. 2    |            |            | 3:15,49  | 8 / 16 (17) |        |